# Modris
Pour plus de détails, voir Fiche technique et Distribution.
Modris est un film dramatique letton écrit et réalisé par Juris Kursietis et sorti en 2014.
Le film est sélectionné comme entrée lettone pour l'Oscar du meilleur film en langue étrangère à la 88e cérémonie des Oscars qui s'est déroulée en 2016.

## Distribution
- Kristers Piksa : Modris
- Rezija Kalnina : la mère
- Baiba Broka :
- Vilis Daudzins :
- Lauris Dzelzitis :
- Laura Jeruma :
- Januss Johansons :
- Lasma Kugrena :
- Inese Pudza :
- Sabine Trumsina :
- Kaspars Zvigulis :